# Dresdner Vocalisten
Die Dresdner Vocalisten sind ein Männerstimmen-Ensemble in Dresden, bestehend aus Absolventen der Hochschule für Musik Carl Maria von Weber Dresden, die schon als Kruzianer in ihrer Kindheit zusammen sangen. Ihr breitgefächertes Repertoire spannte den Bogen von der frühen Mehrstimmigkeit, über die Renaissance bis hin zu zeitgenössischen Komponisten.

## Geschichte
Gegründet wurde das Ensemble 1975. Franns-Wilfrid von Promnitz, der an der Sächsischen Staatsoper Dresden engagiert war, leitete das Ensemble. Vom Deutsch-Sorbischen Volkstheater Bautzen kam der Countertenor und studierte Bühnenbildner Gerd Reichard; die Baßstütze gab Reinhard Decker vom Opernhaus Chemnitz. Wechselnde Besetzungen der Mittelstimmen vervollständigten das Ensemble, so z. B. Andreas Scheibner, Olaf Bär, Karl-Heinz Fleischer, Bodo Lange, Dietmar Spiegelhauer, Gottfried Trepte u. a. Der erste Auftritt der Dresdner Vocalisten fand am 4. Oktober 1975 auf der Freilichtbühne „Junge Garde“ im Dresdner Großen Garten statt. Nach Erringung der Silbermedaille beim IV. Wettbewerb der Unterhaltungskunst der DDR im Jahr 1978 arbeiteten die Dresdner Vocalisten freischaffend. Das gute Organisationstalent von Johannes Weigel ermöglichte den Dresdner Vocalisten erfolgreiche Konzerte und Konzerttouren im In- und Ausland.
Engagements führten sie in den Ost-Berliner Friedrichstadtpalast, nach Paris, Prag, Budapest, Den Haag, Rom, Krakau, Sankt Petersburg und Hermannstadt in Siebenbürgen, sowie in diverse Konzertsäle, Kirchen, Schlösser und Kulturhäuser – teilweise absolvierten sie bis zu 200 Konzerte im Jahr. Im Rahmen der Konzertreihe Musik aus Dresden trat das Ensemble in den Jahren 1985, 1986, 1987, 1988 und 1997 in Birkenfeld bei Pforzheim auf.
1976 musizierten sie zusammen mit Erwin Bootz, dem Pianisten der Comedian Harmonists, in der Dresdner Herkuleskeule diverse Titel dieses legendären Ensembles. Die Capella Sagittariana lud sie oft zu gemeinsamen Aufführungen alter Musik ein.
Festivals wie die Europäischen Festwochen Passau, die Greifswalder Bachwoche, die Parkfestspiele Potsdam oder die Landshuter Hofmusiktage erlebten ihre Mitwirkung. 1981 gastierten die Dresdner Vocalisten in der Musicalproduktion Die Vögel von Peter Hacks/Thomas Hertel am Dresdner Schauspielhaus. 1984 wirkten sie in der Produktion Die Verwandlung von Franz Kafka/Paul Heinz Dittrich an der Deutschen Staatsoper Berlin mit. Auch in Rundfunk- und Fernsehsendungen der DDR traten sie vielfach in Erscheinung, so beispielsweise in Ein Kessel Buntes, Gala 78, Theo Adam lädt ein und Da liegt Musike drin.
In einem Benefizkonzert zur Rettung der Pillnitzer Weinbergkirche trat das Ensemble in Dresden-Pillnitz am 5. Mai 1990 auf. Am 13. Juni 2015 sangen die Dresdner Vocalisten mit dem ehemaligen Thomaner Hanns-Jürgen Ander-Donath als Bariton wiederum in der nun geretteten Weinbergkirche und lösten mit diesem Comeback wahre Beifallsstürme aus.

## Diskografie
- Portrait: Dresdner Vocalisten. Delta Music, Frechen [1986]
- Die Dresdner Vocalisten. Deutsche Schallplatten, Berlin (Ost) [1988]
- Alle Jahre wieder. Deutsche Schallplatten, Berlin (Ost) [1990]
- Bergweihnacht. Deutsche Schallplatten, Berlin [1991]
- Deutsche Weihnachtsglocken. B.T.M., Berlin [2002]
- Da bin ich zu Haus. Jochen Sachse, Frank Simml, Karlsdorf-Neuthard [2004]